# 川村由紀
川村 由紀（かわむら ゆき、本名同じ、1978年8月21日 - ）は、日本のプロデューサー、作家、作詞家、DJ。東京都出身、幼少期を仙台市で過ごす。血液型はAB型。

## 略歴
渋谷を拠点に活動。1998年よりフリーランスのプロデューサーとして、ヨーロッパのダンス・ミュージックのプロモートや、企業のプロモーション企画、イベント制作を担当。2000年から、DJ及び作家としての活動をはじめる。
2003年頃より「Love Parade Mexico」IBIZA島「amnesia」パリ「Batofar」にDJ出演。その後は、「Dress Camp」「Louis Vuitton」など、ファッションショーやパーティの音楽演出、「inner Resort」コンピレーションCDシリーズ監修など、バレアリックやチルアウトを軸に選曲感を展開。近年は作詞家として「バクマン。」「NARUTO」「Cyberpunk 2077」などのアニメ主題歌/ゲーム曲、サム・スミスのグラミー賞受賞曲「ステイ・ウィズ・ミー」日本語詞など多くの作品を手掛ける。
2014年には自身のミュージック・ブランド「OIRAN MUSIC」を設立。Sakiko Osawaやナマコプリなど、新たな才能を輩出する。
現在は渋谷区役所の館内BGM選曲、幻冬舎plusにて音楽エッセイの新連載「渋谷で君を待つ間に」を2018年11月からスタート。毎月第二,四金曜20時～、block.fm「shibuya OIRAN warm up Radio」、毎月一回、Bark Rhino Radio「Balearic Japan」にて選曲/ナビゲーターを担当中。

## 著作
- 「アスファルトの帰り道」（ヴィレッジブックス）2007年
- 「愛が眠る島」（エストゥエス） Venus Fly Trapp名義発売のCDブックレット連載（計6枚）2008年
- 「東京ドロップアウトガールズ」（歌詞検索＠SOUND）ケータイフォト小説連載2009年8月-
- 「友よ静かに眠れ」（歌詞検索＠SOUND）ケータイ小説 連載 2010年1月-2月
- BINECKS「FRIEND」とのコラボ企画。music.jpに転載。
- 「Love Island」（電子書籍）2013年
- 「あなたの水になりたい」（山代温泉瑠璃光二十五周年記念インスタレーション/写真詩集）
- 表参道ヒルズ Rocket Gallery 2016年
- 「テルミノトピア」（絵本）2018年 日仏英版で出版
- 「渋谷で君を待つ間に」（幻冬舎Plus）2018年より連載

## 作詞・プロデュース
2009年
- 言承旭「愛さずにいられない」（FREEDOM / 多出來的自由）収録 ソニー・ミュージック（日本語詞）
- Mass Alert「小さなone for all feat BAKI」「つきひ」 ソニー・ミュージック（共作詞）

2010年
- 楊丞琳「曖昧」「恋の魔法」ソニー・ミュージック（日本語詞）
- イ・ジュンギ「ひとり言」（日本語詞）
- Mass Alert「ただ弱いだけじゃなくて僕らは…」ソニー・ミュージック（共作詞）
  - アニメ『NARUTO -ナルト-少年篇』オープニング
- 石丸幹二「記憶の旋律(les memoires de chopin)」 ソニー・ミュージック（作詞）
- Brown Eyed Girls「Abracadabra(Japanese Vession)」ソニー・ミュージック（日本語詞）

2011年
- Quasimode「Music Can Change the World feat Hanah」ブルーノート・レコード （作詞）
- cossami「結婚しよ♪」バップ （作詞）結婚式場アルカンシエルCM曲
- LOOP CHILD「この恋から」「魔法のレシピ」「モンスター症候群」テイチクエンタテインメント  （共作詞）
- ロンドン・エレクトリシティ feat AMWE「ロンドンは夜8時 LON 8PM <-> TYO 4AM」 UMAA （作詞）
- 福原香織「summer dream syndrome」アニプレックス（作詞）アニメ『Aチャンネル』 劇中歌
- 伊藤祥平「Dream of Life」ワーナーミュージック（共作詞）アニメ『バクマン。』主題歌
- 南佳孝「これからもI LOVE YOU」キングレコード（共作詞） アルバム『SMILE&YES』収録曲

2012年
- Wonder Girls「Nobody〜あなたしか見えない〜」デフスターレコーズ （日本語詞）
- モデルガールズ「Tiger Lily」デフスターレコーズ（作詞）

2013年
- TAG meets “eimy”「ロンドンは夜8時 [Lon 8PM <-> Tyo 4AM]」（Dance Dance Revolution Original Soundtrack vol.1 収録） Konami（作詞）
- Cossami「グリーンスリーブス」「ダニー・ボーイ」「スカボロー・フェア」ユニバーサルミュージック（日本語詞）
- Language「hikari」 madoromi Label / Atari Productions（作詞）

2014年
- Sotte Bosse
  - 「It’s a Brand New Day-奇跡の日-」（BS朝日「ボクらの地球」エンディングテーマ）
  - 「Beautiful Life」（鷹の爪7〜女王陛下のジョブーブ〜主題歌） UMAA（作詞）
- HELクライム「地獄病棟24時 ft. ナマコプリ」 アーロンフィールド（共作詞）
- 小松未可子「怪獣」（CD「「e’tuis」収録） Star Child / キングレコード（共作詞）
- Sakiko Osawa
  - 「Tokyo Disco Beat EP」7 Stars Music（プロデュース）
  - 「Gimme Action ft. Saga Bloom EP」7 Stars Music（プロデュース）
  - 「Welcome To Tokyo」7 Stars Music（作詞、プロデュース）
- マイク・ヴァン・ダイク 「OIRAN Do-Chu！feat. DAFTY」ウルトラ・ヴァイヴ（作詞、プロデュース）
- ナマコプリ
  - 「ナマコプリのトラップ」「shibuya OIRAN warm up Girls EP」ウルトラ・ヴァイヴ（作詞、プロデュース）
  - 「ナマコプリのシャンパンコール」「アートの神様」ウルトラ・ヴァイヴ（作詞、プロデュース）
- 水曜日のカンパネラ 「金曜日の花魁」TSUBASA RECORDS（作詞）
- Watusi
  - Tokyo Techno Drive feat. Nonoka」「Don't Touch Me」「Last Dance feat. 三上博史」ウルトラ・ヴァイヴ（作詞、プロデュース）
- Watusi 「Technoca」ULTRA-VYBE（トータルプロデュース）
- ビリーバンバン 「君がうまれた日」ユニバーサルミュージック（作詞）
- クリス・ハート 「ステイ・ウィズ・ミー 〜そばにいてほしい」（原曲 サム・スミス ）ユニバーサルミュージック（日本語詞）

2015年
- Ms.OOJA 「ステイ・ウィズ・ミー 〜そばにいてほしい」（原曲 サム・スミス ）ユニバーサルミュージック（日本語詞）
- Chage 「ステイ・ウィズ・ミー 〜そばにいてほしい」（原曲 サム・スミス ）ユニバーサルミュージック（日本語詞）
- カラーポワント「ドガドガ」エニシングゴーズ（作詞）
- ナマコプリ
  - 「アートの神様（COLDFEET REMIX）」ウルトラ・ヴァイヴ（作詞、プロデュース）
  - 「あったらいいなJAPAN」OIRAN MUSIC（作詞、プロデュース）
- o2i3 ft. あさちる「Sex and Violence with Mach Speed ノてーま」（スタジオカラー ・ドワンゴ、日本アニメ（ーター）見本市 主題歌）キングレコード（作詞）
- ビッケとカツマーレー 「こんがんきまっし、加賀温泉」OIRAN MUSIC（リミックス・プロデュース）
- Yun*chi 「Lucky Girl*」（TVアニメ「うーさーのその日暮らし 夢幻編」主題歌）日本クラウン（作詞）
- Asachill (prod. by sky_delta)「Ice Cream」Attack The Music（作詞）

2016年
- 渡辺宙明「ミラクル戦隊ナマコプリ」オーケストラ編曲 斎藤ネコ スリーシェルズ（作詞）
- ナマコプリ
  - 「SUSHI PARTY ft. Masayoshi Iimori」OIRAN MUSIC（作詞、プロデュース）
  - 「50/50」OIRAN MUSIC（作詞、プロデュース）
  - 「どうでもインド」（作詞、プロデュース）
- あさちる
  - 「アイスクリーム」（作詞）
  - 「Rainbow」（作詞）
- 東京パフォーマンスドール + どーもくん（東京パフォーマンスどーも）「domobics - どーもびくす」（作詞）NHK WORLD

### 2017年
- あさちる「Selector」（作詞）
- ナマコプリ「mokumoku more c/w 君とRAVE」（作詞、プロデュース）
- YANAKIKU「HACHIKO↑DANCE」（作詞、プロデュース）ビーイング

### 2018年
- ナマコプリZ「MAZINGER Z – PRO. ☆Taku Takahashi(m-flo, block.fm) ‒」（プロデュース）
- あさちる「ラストトレイン」（作詞）
- Hideo Kobayashi x Tomomi Ukumori「Rockstar（Tokyo Mix）」（日本語詞）
- すっちー、吉田裕「ドリルすんのかいせんのかい」（プロデュース）よしもとミュージック
- ナマコプリ「SUSHI GO feat. VOIA」（作詞、プロデュース）OIRAN MUSIC
- Sakiko Osawa
  - 「Black」（プロデュース）OIRAN MUSIC
  - 「Sakiko Osawa」（プロデュース）OIRAN MUSIC
- 高岡早紀「愛のムコウガワ」（オールタイム・ベストアルバム ～The Other Side of Love～』収録）ビクターエンタテインメント

2019年
- Sakiko Osawa
  - 「Meditation feat. dip in the pool」（プロデュース）OIRAN MUSIC
  - 「Meditation feat. dip in the pool（CFCF remix）（mamazu remix）」（プロデュース）OIRAN MUSIC
  - 「Meditation feat. Miyako Koda」（プロデュース）OIRAN MUSIC
- まこみなみん「イーシャンテン」（プロデュース）OIRAN MUSIC
- あさちる「チルトピア」作詞
- Taichi Kaneko「Sweet Dreams feat AMWE」「エアポケット feat Chihiro」 作詞
- Renge「USOTSUKI feat. 根津まなみ」作詞

2020年
- まこみなみん
  - 「CREAM」（プロデュース）OIRAN MUSIC
  - 「あぁしたい、こうしたい、公の地雷」（プロデュース）OIRAN MUSIC
  - 「Ice Ice Baby」（プロデュース）OIRAN MUSIC
  - 「Princess&Prince」（プロデュース）OIRAN MUSIC
- ナマコプリ, Us Cracks
  - 「User Friendly」（CYBERPUNK 2077 CDPROJECT RED）Lakeshore Records
  - 「PONPON SHIT」（CYBERPUNK 2077 CDPROJECT RED）Lakeshore Records
  - 「Off The Leash」（CYBERPUNK 2077 CDPROJECT RED）Lakeshore Records

## ディスコグラフィー

### シングル
- 灼熱(2001年)
- Shakunetsu(2002年)
- Love Hole(2002年)

### アルバム
- grotesque(2002年)
- Egology(2003年)ミニアルバム
- Bootleg(2003年)リミックスアルバム
- Paranoia of Uta and Piano(2003年)ミニアルバム
- NEW WAVE TOKYO(2006年) 配信限定アルバム

### ミックス・アルバム
- inner Resort Homme -Departure- Mixed by VENUS FLY TRAPP avex marketing (2008年4月)
- inner Resort Femme -Departure- Mixed by VENUS FLY TRAPP avex marketing (2008年4月)
- inner Resort Homme -Romance- Mixed by VENUS FLY TRAPP avex marketing (2008年5月)
- inner Resort Femme -Romance- Mixed by VENUS FLY TRAPP avex marketing (2008年5月)
- inner Resort Homme -Farewell- Mixed by VENUS FLY TRAPP avex marketing (2008年6月)
- inner Resort Femme -Ferewell- Mixed by VENUS FLY TRAPP avex marketing (2008年6月)

### コンピレーション・アルバム
- SHIBUYA OIRAN WARM UP MUSIC compiled by VENUS KAWAMURA YUKI ULTRA-VYBE (2014年4月)

### 参加作品
- 「Angel」Dj Koutarou.A & Johnny Vicious(2001年) 作詞/ヴォーカル
- 「祈り」 V.A. entrance to TRANCE-BRAND -NEW TRANCE RAVE in JAPAN-(2001年)作詞/ヴォーカル
- 「かなしみ」 V.A. Shuji Terayama Innovation 寺山修司 トリビュート(2003年)作曲
- 「YOUNG MAN (VENUS FLY TRAPP HB MIX)」レイザーラモンHG (2006年) リミックス
- 「灼熱」 V.A. Hiroki-mode Music Mode Volume.01 ebisu(2006年)楽曲提供
- 「ロンリー・クイアのKISS抑止」 七尾旅人 911FANTASIA(2007年)ナレーション/トラック
- 「Yozakura Harahara」 V.A. Wadan(2008年)楽曲提供
- 「Bring Me Up」Ian Pooley(2013年) KSR リミックス

## 関連アーティスト
- Watusi(COLDFEET)
- ☆Taku Takahashi
- 岡村靖幸
- モーリー・ロバートソン
- 七尾旅人
- TAICHI MASTER
- マコ・プリンシパル
- Isao a.k.a. Lucas